# 1923 في رومانيا
فيما يلي قوائم الأحداث التي وقعت خلال عام 1923 في رومانيا.

## رياضة
- 26 أغسطس – دوري الدرجة الأولى الروماني 1922–23 الفائز نادي تشينزول تيميشوارا.

## مواليد

### فبراير
- 15 فبراير – كمال كربات مؤرخ تركي.

### يوليو
- 7 يوليو – ليفيو تشيولي

### أغسطس
- 10 أغسطس – يوسف فابيان لاعب كرة قدم.

### سبتمبر
- 8 سبتمبر – أندري ناجي
- 17 سبتمبر – رودلف فيشر

### نوفمبر
- 23 نوفمبر – ناديه غراي

## وفيات

### مارس
- 29 مارس – جيورجي ناغي (مواليد 1879)